# Oficial de registro

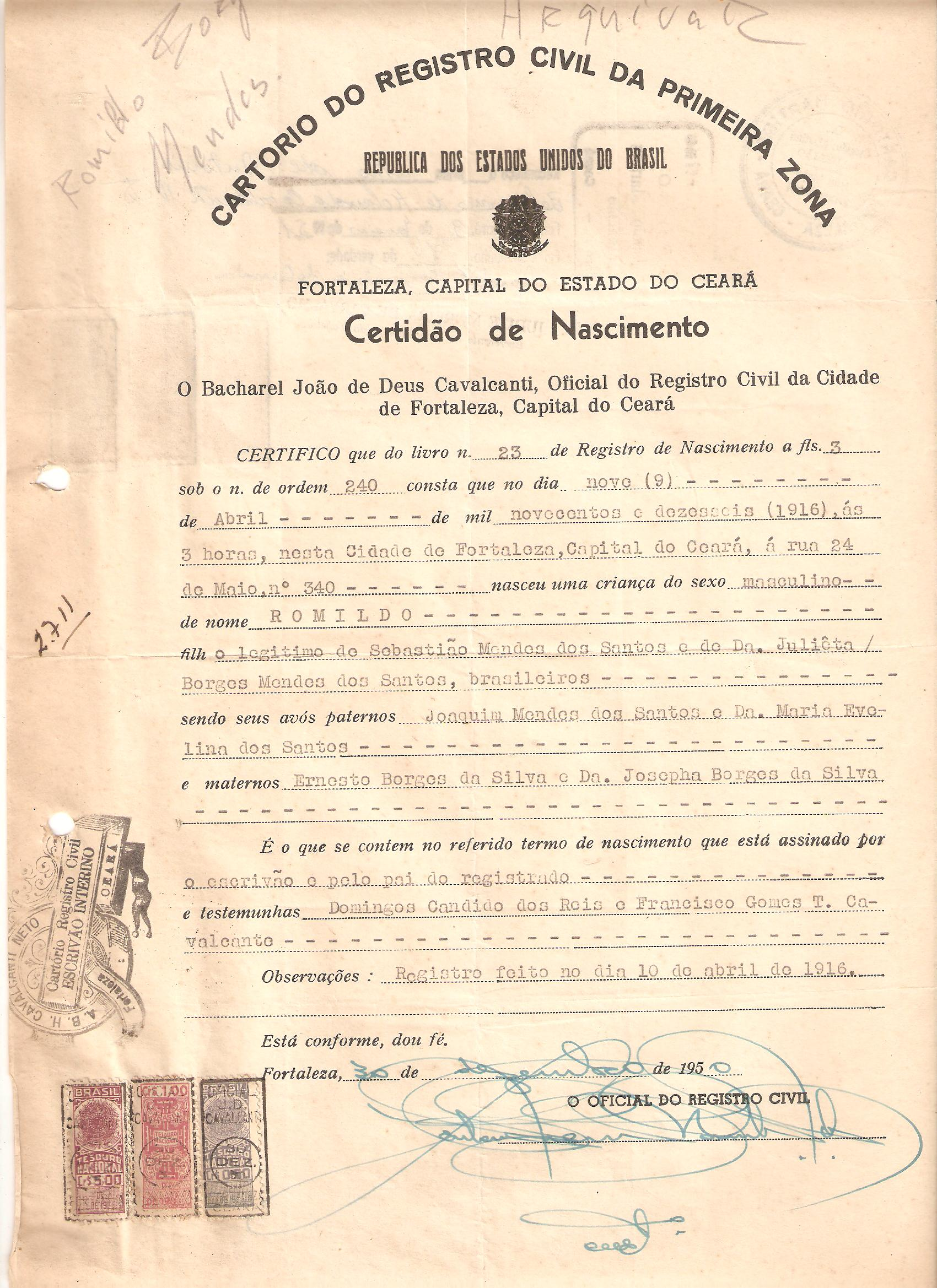
Certidão de Nascimento - Dr. Romildo Borges Mendes

O oficial de registro, oficial registrador ou registrador é um profissional da área do Direito, dotado de fé pública, a quem é delegado o exercício da atividade de registro.  É conhecido genericamente como tabelião, termo que abrange também os notários.  
A legislação designa os titulares do serviço de registro como tabeliães ou oficiais de registro. São estes: 
- Tabeliães e oficiais de registro de contratos marítimos;
- Oficiais de registro de imóveis;
- Oficiais de registro de títulos e documentos e civis das pessoas jurídicas;
- Oficiais de registro civis das pessoas naturais e de interdições e tutelas;
- Oficiais de registro de distribuição.

Os atos privativos dos tabeliães, em que se inclui o do registrador é, conforme Quintans:
I - formalizar juridicamente a vontade das partes; 
II - intervir nos atos e negócios jurídicos a que as partes devam ou queiram dar forma legal ou autenticidade, autorizando redações ou redigindo os instrumentos adequados, conservando os originais e expedindo cópias fidedignas de seu conteúdo; 
III - autenticar fatos; 
IV - lavrar escrituras, testamentos e procurações; 
V - lavrar atas notariais; e, os mais comuns, reconhecer firmas e autenticar cópias.
O notário ou registrador pode até produzir atos jurídicos, mas, sua função é a de conceder-lhes publicidade, autenticidade, segurança e eficácia. 